# Calcio Padova 1997-1998
Questa pagina raccoglie i dati riguardanti il Calcio Padova nelle competizioni ufficiali della stagione 1997-1998.

## Stagione
Nella stagione 1997-1998 il Padova disputa il campionato di Serie B, raccoglie 36 punti con il penultimo posto, retrocedendo in Serie C1. Sulla panchina dei biancoscudati arriva Giuseppe Pillon, reduce dalla scia di promozioni, dalla Serie D alla Serie B con il Treviso. Al posto di Cristiano Lucarelli ci sono in attacco Angelo Montrone e Giampaolo Saurini oltre alla giovane promessa Vincenzo Iaquinta. Si parte con buone premesse, ma l'inizio della stagione è un calvario, prima l'eliminazione al primo turno della Coppa Italia da parte della Fidelis Andria, poi in campionato dopo sette turni, nessuna vittoria e tre pareggi, poi arrivano due vittorie di fila che rasserenano l'ambiente. Tuttavia il campo impietoso, conferma che si è trattato solo di un fuoco di paglia, così dopo il (3-0) subito a Reggio Calabria, alla penultima di andata, il tecnico viene sostituito da Mario Colautti. Ma la stagione patavina è ormai segnata, gli attaccanti non fanno il loro dovere, il miglior marcatore di stagione è il tornante Vincenzo Mazzeo con 7 reti. Nemmeno Colautti riesce ad evitare la retrocessione, in solo due stagioni il Padova dalla Serie A, si ritrova in Serie C1.

## Rosa
| N. |                      | Ruolo | Calciatore            |
| -- | -------------------- | ----- | --------------------- |
| 1  | Italia (bandiera)    | P     | Luca Castellazzi      |
| 2  | Italia (bandiera)    | D     | Andrea Turato         |
| 3  | Italia (bandiera)    | D     | Gianluca Falsini      |
| 4  | Italia (bandiera)    | D     | Cristiano Bergodi     |
| 5  | Italia (bandiera)    | D     | David Bianchini       |
| 6  | Italia (bandiera)    | C     | Giuliano Gentilini    |
| 7  | Italia (bandiera)    | C     | Emanuele Pellizzaro   |
| 8  | Italia (bandiera)    | C     | Pasquale Suppa        |
| 9  | Italia (bandiera)    | C     | Fabrizio Ferrigno     |
| 10 | Italia (bandiera)    | C     | Christian Lantignotti |
| 11 | Italia (bandiera)    | C     | Ivone De Franceschi   |
| 12 | Italia (bandiera)    | P     | Andrea Pinzan         |
| 13 | Danimarca (bandiera) | C     | Thomas Fig            |
| 15 | Italia (bandiera)    | C     | Massimiliano Allegri  |
| 16 | Italia (bandiera)    | A     | Davide Di Nicola      |
| 17 | Italia (bandiera)    | A     | Giampaolo Saurini     |
| 18 | Italia (bandiera)    | A     | Giovanni Cornacchini  |
| 19 | Italia (bandiera)    | D     | Filippo Cristante     |
| 20 | Italia (bandiera)    | A     | Vincenzo Mazzeo       |
| 21 | Italia (bandiera)    | D     | Pier Luigi Nicoli     |
| 22 | Italia (bandiera)    | D     | Gianluca Zattarin     |

| N. |                      | Ruolo | Calciatore           |
| -- | -------------------- | ----- | -------------------- |
| 23 | Italia (bandiera)    | P     | Mauro Bacchin        |
| 25 | Italia (bandiera)    | A     | Angelo Montrone      |
| 26 | Italia (bandiera)    | C     | Simone Tognon        |
| 27 | Italia (bandiera)    | C     | Andrea Seno          |
| 28 | Italia (bandiera)    | D     | Rosario Pergolizzi   |
| 29 | Italia (bandiera)    | C     | Paolo Saccher        |
| 30 | Italia (bandiera)    | A     | Marco Martini        |
| 31 | Italia (bandiera)    | D     | Gastone Pistore      |
| 32 | Nigeria (bandiera)   | A     | Mohammed Aliyu Datti |
| 33 | Italia (bandiera)    | D     | Alessandro Sbrizzo   |
| 34 | Italia (bandiera)    | D     | Pietro Mariani       |
| 36 | Italia (bandiera)    | C     | Luca Landonio        |
| 37 | Argentina (bandiera) | A     | Jorge Quinteros      |
| 38 | Italia (bandiera)    | D     | Massimiliano Rosa    |
| 39 | Italia (bandiera)    | A     | Vincenzo Iaquinta    |
| 40 | Italia (bandiera)    | C     | Raffaele Esposito    |
| 41 | Italia (bandiera)    | C     | Federico Coppola     |
| 42 | Italia (bandiera)    | C     | Nicola De Paoli      |
| 43 | Italia (bandiera)    | P     | Pasquale Di Palma    |
|    | Italia (bandiera)    | D     | Gianluca Ricci       |
|    | Italia (bandiera)    | D     | Massimo Brioschi     |

## Risultati

### Serie B

#### Girone di andata
| Arbitro: | Gambino (Barletta) |

|  |           |             |
|  | Marcatori | 7’ Tresoldi |

| Arbitro: | Branzoni (Pavia) |

|                           |           |             |
| Carparelli 11’ Foglia 57’ | Marcatori | 76’ Saurini |

| Padova 14 settembre 1997 3ª giornata | Padova               | 0 – 0 | Verona | Stadio Euganeo\| Arbitro: \| Farina (Novi Ligure) \| |
| Arbitro:                             | Farina (Novi Ligure) |       |        |                                                      |

| Arbitro: | Ercolino (Cassino) |

|                   |           |  |
| Paci 37’ Wome 85’ | Marcatori |  |

| Padova 28 settembre 1997 5ª giornata | Padova           | 0 – 0 | Salernitana | Stadio Euganeo\| Arbitro: \| Paparesta (Bari) \| |
| Arbitro:                             | Paparesta (Bari) |       |             |                                                  |

| Arbitro: | De Santis (Tivoli) |

|                                               |           |  |
| Gioacchini 21’ Schwoch 66’ (rig.) Polesel 87’ | Marcatori |  |

| Padova 12 ottobre 1997 7ª giornata | Padova           | 0 – 0 | Reggiana | Stadio Euganeo\| Arbitro: \| Rossi (Ciampino) \| |
| Arbitro:                           | Rossi (Ciampino) |       |          |                                                  |

| Arbitro: | Dagnello (Trieste) |

|               |           |                                              |
| Materazzi 72’ | Marcatori | 56’ Mazzeo 58’ Saurini 82’ (aut.) Mijalkovic |

| Arbitro: | Tombolini (Ancona) |

|                                                  |           |                          |
| Bergodi 12’ De Franceschi 15’ Saurini 84’ (rig.) | Marcatori | 2’ Zanchetta 26’ Cerbone |

| Arbitro: | Strazzera (Trapani) |

|               |           |  |
| Francioso 60’ | Marcatori |  |

| Arbitro: | Sputore (Vasto) |

|  |           |          |
|  | Marcatori | 20’ Ripa |

| Arbitro: | Lana (Torino) |

|                                                     |           |  |
| Gelsi 10’ L. Beghetto 45+2’ Cammarata 48’ Aruta 80’ | Marcatori |  |

| Arbitro: | Bonfrisco (Monza) |

|                                    |           |  |
| Saurini 40’, 73’ De Franceschi 45’ | Marcatori |  |

| Arbitro: | Paparesta (Bari) |

|                               |           |  |
| Francioso 11’ Campolonghi 33’ | Marcatori |  |

| Padova 21 dicembre 1997 15ª giornata | Padova             | 0 – 0 | Fidelis Andria | Stadio Euganeo\| Arbitro: \| De Santis (Tivoli) \| |
| Arbitro:                             | De Santis (Tivoli) |       |                |                                                    |

| Arbitro: | Gambino (Barletta) |

|                 |           |  |
| Dario Silva 63’ | Marcatori |  |

| Padova 11 gennaio 1998 17ª giornata | Padova             | 0 – 0 | Treviso | Stadio Euganeo\| Arbitro: \| Bolognino (Milano) \| |
| Arbitro:                            | Bolognino (Milano) |       |         |                                                    |

| Arbitro: | Rosetti (Torino) |

|                              |           |  |
| Morabito 58’ Marino 78’, 81’ | Marcatori |  |

| Arbitro: | Lana (Torino) |

|                    |           |            |
| Ruotolo 62’ (aut.) | Marcatori | 91’ Kallon |

#### Girone di ritorno
| Arbitro: | Sirotti (Forlì) |

|                   |           |                     |
| Mazzeo 85’ (aut.) | Marcatori | 23’ (aut.) Tresoldi |

| Arbitro: | Rossi (Ciampino) |

|                                  |           |                |
| De Franceschi 45+2’ Iaquinta 61’ | Marcatori | 20’ Ficcadenti |

| Arbitro: | Trentalange (Torino) |

|                                                          |           |                   |
| Baroni 23’ De Vitis 28’, 46’ Ghirardello 39’ Binotto 53’ | Marcatori | 77’ De Franceschi |

| Arbitro: | Calabrese (Avezzano) |

|              |           |                 |
| Iaquinta 25’ | Marcatori | 55’ (rig.) Paci |

| Arbitro: | Nucini (Bergamo) |

|                       |           |  |
| Breda 45+2’ Greco 84’ | Marcatori |  |

| Padova 8 marzo 1998 25ª giornata | Padova             | 0 – 0 | Venezia | Stadio Euganeo\| Arbitro: \| Tombolini (Ancona) \| |
| Arbitro:                         | Tombolini (Ancona) |       |         |                                                    |

| Arbitro: | Gambino (Barletta) |

|  |           |                      |
|  | Marcatori | 20’ Fig 75’ Landonio |

| Arbitro: | Borriello (Mantova) |

|                                          |           |                       |
| Mazzeo 7’ Iaquinta 34’ De Franceschi 50’ | Marcatori | 30’ (rig.) Bernardini |

| Arbitro: | Bazzoli (Merano) |

|             |           |            |
| Cerbone 43’ | Marcatori | 66’ Mazzeo |

| Padova 11 aprile 1998 29ª giornata | Padova             | 0 – 0 | Ravenna | Stadio Euganeo\| Arbitro: \| Rodomonti (Teramo) \| |
| Arbitro:                           | Rodomonti (Teramo) |       |         |                                                    |

| Ancona 19 aprile 1998 30ª giornata | Ancona              | 0 – 0 | Padova | Stadio del Conero\| Arbitro: \| Ceccarini (Livorno) \| |
| Arbitro:                           | Ceccarini (Livorno) |       |        |                                                        |

| Arbitro: | Nucini (Bergamo) |

|                   |           |  |
| Mazzeo 30’ (rig.) | Marcatori |  |

| Arbitro: | Pairetto (Nichelino) |

|                                     |           |  |
| Oshadogan 50’ Di Michele 84’ (rig.) | Marcatori |  |

| Arbitro: | Trentalange (Torino) |

|                 |           |                            |
| Lantignotti 19’ | Marcatori | 75’ Clementini 79’ Roberts |

| Arbitro: | Treossi (Forlì) |

|                           |           |  |
| Biagioni 30’ Martelli 40’ | Marcatori |  |

| Arbitro: | Borriello (Mantova) |

|            |           |                               |
| Mazzeo 44’ | Marcatori | 80’ Dario Silva 89’ Carruezzo |

| Arbitro: | Branzoni (Pavia) |

|                                 |           |                          |
| Pasa 11’, 20’ Fiorio 43’ (rig.) | Marcatori | 22’ Martini 68’ Montrone |

| Arbitro: | Cardella (Torre del Greco) |

|                                     |           |                   |
| Landonio 23’ Mazzeo 45’, 80’ (rig.) | Marcatori | 61’ (rig.) Aloisi |

| Arbitro: | Calabrese (Avezzano) |

|                |           |  |
| Bortolazzi 41’ | Marcatori |  |

### Coppa Italia
| Arbitro: | Cardella (Torre del Greco) |

|                   |           |           |
| Biagioni 46’, 65’ | Marcatori | 2’ Nicoli |

| Arbitro: | Borriello (Mantova) |

|                             |           |                                  |
| Cornacchini 29’ Saurini 73’ | Marcatori | 42’ Olive 51’ Frezza 75’ Palumbo |

## Statistiche
7 reti
- Vincenzo Mazzeo

5 reti
- Ivone De Franceschi
- Giampaolo Saurini

2 reti
- Luca Landonio

1 rete
- Cristiano Bergodi
- Thomas Fig
- Christian Lantignotti
- Marco Martini
- Angelo Montrone